# Torneo de las Cinco Naciones 1993

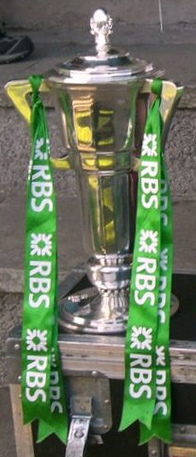
El trofeo del campeonato de las Seis Naciones otorgado a Irlanda al final de las Seis Naciones de 2009

El Torneo de las Cinco Naciones de 1993 fue la 99° edición del principal Torneo de rugby del Hemisferio Norte.
El campeón del torneo fue Francia.

## Clasificación
| Lugar | Selección  | Partidos | Partidos | Partidos  | Partidos | Puntos  | Puntos    | Puntos | Tabla de puntos |
| Lugar | Selección  | Jugados  | Ganados  | Empatados | Perdidos | A favor | En contra | dif.   | Tabla de puntos |
| ----- | ---------- | -------- | -------- | --------- | -------- | ------- | --------- | ------ | --------------- |
| 1     | Francia    | 4        | 3        | 0         | 1        | 73      | 35        | +38    | 6               |
| 2     | Escocia    | 4        | 2        | 0         | 2        | 50      | 40        | +10    | 4               |
| 3     | Inglaterra | 4        | 2        | 0         | 2        | 54      | 54        | 0      | 4               |
| 4     | Irlanda    | 4        | 2        | 0         | 2        | 45      | 53        | -8     | 4               |
| 5     | Gales      | 4        | 1        | 0         | 3        | 34      | 74        | −40    | 2               |

## Resultados
| 16 de enero | Inglaterra | 16 - 15 | Francia | Twickenham Stadium, Londres |  |

| 16 de enero | Escocia | 15 - 3 | Irlanda | Estadio Murrayfield, Edimburgo |  |

| 6 de febrero | Gales | 10 - 9 | Inglaterra | Cardiff Arms Park, Cardiff |  |

| 6 de febrero | Francia | 11 - 3 | Escocia | Parc des Princes, París |  |

| 20 de febrero | Irlanda | 6 - 21 | Francia | Lansdowne Road, Dublín |  |

| 20 de febrero | Escocia | 20 - 0 | Gales | Estadio Murrayfield, Edimburgo |  |

| 6 de marzo | Inglaterra | 26 - 12 | Escocia | Twickenham Stadium, Londres |  |

| 6 de marzo | Gales | 14 - 19 | Irlanda | Cardiff Arms Park, Cardiff |  |

| 20 de marzo | Francia | 26 - 10 | Gales | Parc des Princes, París |  |

| 20 de marzo | Irlanda | 17 - 3 | Inglaterra | Lansdowne Road, Dublín |  |

## Premios especiales
- Copa Calcuta:  Inglaterra
- Millennium Trophy:  Irlanda
- Centenary Quaich:  Escocia